# クリーム色
クリーム色（クリームいろ）は、ごく薄い黄色。クリームイエロー（英: cream yellow）ともいい、JIS慣用色名にはこちらの色名で規定されている。
単に「クリーム」というと白色の生クリームを指すこともあるが、色名としてはカスタードクリームの色を指す。
日本においては1900年代前半には見られるようなった表現で、1905年・1906年頃、小栗風葉によって「クリイム色のレイスのショオル」と表現された用例が見付かっている。

## 近似色
- アイボリー
- オフホワイト
- 白
- 肌色
- 生成色
- 鳥の子色
- ベージュ
- レモンイエロー
- 浅黄色
- 淡黄色
- 黄色
- 国鉄色
  - クリーム10号
  - クリーム1号